# Liste der Universitäten in Litauen
Dies ist eine Liste der Universitäten in Litauen:

## Staatliche Universitäten
- Vytautas-Magnus-Universität, Kaunas
- Medizinische Universität Kaunas, Kaunas
- Technische Universität Kaunas, Kaunas
- Universität Klaipėda, Klaipėda
- Landwirtschaftliche Universität Litauens, Kaunas
- Kunstakademie Vilnius, Vilnius
- Litauische Militärakademie General Jonas Žemaitis, Vilnius
- Litauische Musik- und Theaterakademie, Vilnius
- Litauische Sportuniversität, Kaunas
- Veterinärakademie der Litauischen Universität für Gesundheitswissenschaften, Kaunas
- Universität Šiauliai, Šiauliai
- Mykolas-Romeris-Universität, Vilnius
- Universität Vilnius, Vilnius
- Bildungswissenschaftliche Universität Litauens, Vilnius
- Technische Gediminas-Universität Vilnius, Vilnius
- Kunstfakultät Kaunas der Kunstakademie Vilnius, Kaunas

## Sonstige Universitäten
- Internationale Universität LCC, Klaipėda
- ISM Internationale Hochschule für Management und Volkswirtschaft, Kaunas und Vilnius
- Bischof-Vincentas-Borisevičius-Priesterseminar Telšiai, Telšiai
- St.-Josef-Priesterseminar Vilnius, Vilnius